# Sonny Emory

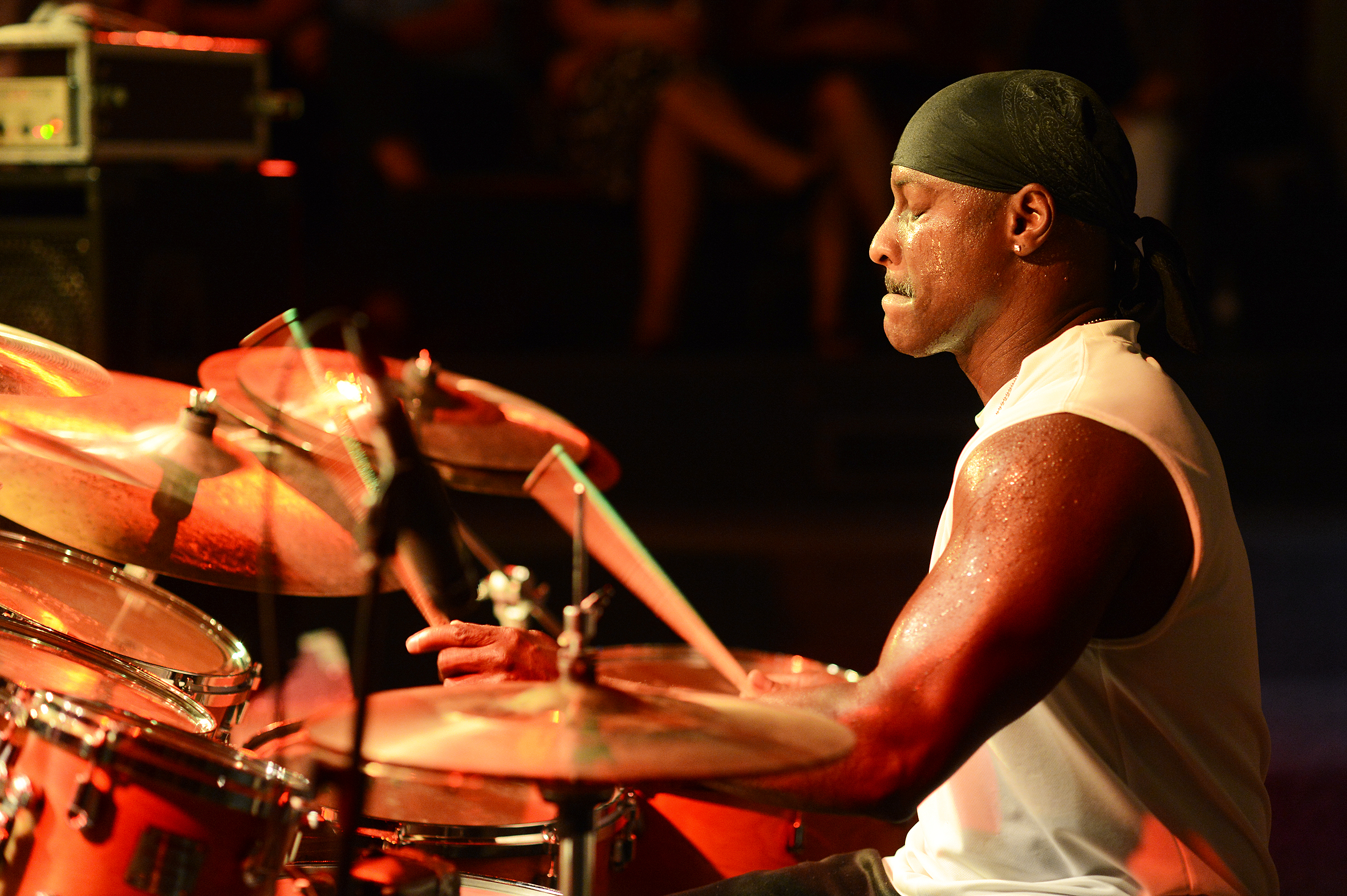
Sonny Emory am 1. August 2012 im Alten Pfandhaus in Köln, Foto: Gerhard Richter

Sonny Emory (* 23. Dezember 1962) ist ein US-amerikanischer Schlagzeuger des Fusionjazz, der auch als Honorarprofessor an der Georgia State University für angewandte Schlaginstrumente tätig ist.

## Leben
Emory bekam im Alter von vier Jahren sein erstes Schlagzeug geschenkt. Mit seinem Vater (Saxophon) und seinem Großvater (Keyboard) spielte er zu Hause die ersten Stücke ein. Auf der High School und im College spielte er in den unterschiedlichsten Orchestern und Bands. 1986 zog es ihn nach Los Angeles. Sein erstes professionelles Engagement bekam er bei Joe Sample and the Crusaders. Kurz darauf entdeckte ihn Maurice White für Earth, Wind and Fire, bei denen er von 1987 bis 1999 Schlagzeug spielte. Weiterhin ist er Mitglied von Bruce Hornsbys Noisemakers.
Emory ist neben seiner Tätigkeit am Schlagzeug auch Komponist. So arbeitete er mit Eric Clapton und David Sanborn am Soundtrack für Brennpunkt L.A. Als Studiomusiker hat er an Alben von Stanley Clarke, David Sanborn, Bette Midler, Al Jarreau, Paula Abdul, Jean-Luc Ponty, Jeff Lorber, Lee Ritenour, und Boz Scaggs mitgearbeitet.